# Last Episode
Last Episode war ein deutsches Metal-Plattenlabel und Mailorder, das 2001 Insolvenz anmelden musste. Der Sitz des Labels befand sich in Schwäbisch Gmünd. Der Gründer des Labels, Karsten Jakob, betreibt heute das in Heubach ansässige Nachfolgelabel Black Attakk.

## Labelgeschichte
Das Label wurde 1994 unter dem Namen Last Epitaph von Karsten Jakob gegründet. 1996 wurde es in Last Episode umbenannt, um einen Rechtsstreit mit der Plattenfirma Epitaph Records zu entgehen.
Zu den ersten Veröffentlichungen zählen das Debütalbum Sventevith – Storming Near the Baltic von Behemoth und die EP Sjel av natten von Forgotten Woods.
Spezialisiert hatte sich das Label auf Veröffentlichungen von österreichischen und deutschen Bands, unter anderem von Belphegor, Eisregen, Atanatos und Mystic Circle. Die letztgenannten Bands wurden vom Label stark beworben und von Grund auf aufgebaut. Zu den internationalen Veröffentlichungen zählen u. a. Damnation, ein Seitenprojekt von Behemoth, und eine CD-Veröffentlichung des Albums NeChrist der NSBM-Band Nokturnal Mortum.
Der Mailorder-Versand hatte sich vor allem auf norwegischen Black Metal der zweiten Welle spezialisiert. Neben Tonträgern wurden auch T-Shirts und Longsleeves angeboten.
Das Label galt unter Puristen der Black-Metal-Szene als Symbol für den Ausverkauf der Szene. Ihm wurde vorgeworfen, „tatsächlich fast alles […], was der deutsche Black Metal Markt zu bieten hat“, unter Vertrag zu nehmen und „diesen allmonatlich mit neuen Veröffentlichungen junger, unbekannter Bands“ zu überschwemmen. Insbesondere Mystic Circle und Andras galten als kommerzielle „Verräter“ der Underground-Szene. Viele Fanzines (u. a. Tales of the Macabre, Chaos und Slayer) bemängelten die schlechte Qualität der meisten Veröffentlichungen und der Informationen zu den Promo-Exemplaren. Auch viele ehemalige Vertragspartner wie Suidakra und Mystic Circle ließen kein gutes Haar an ihrem Ex-Label, ebenso Distributionspartner wie Kvarforth von Shining und Selbstmord Services.
Um die Jahrtausendwende geriet das Label in Geldnot. Unter anderem wurden angekündigte Alben von Eisregen und Mystic Circle verschoben und geplante Tourneen mussten ausfallen. 2001 stand das Label kurz vor dem Konkurs und musste Insolvenz anmelden.

## Veröffentlichungen (Auswahl)
- Behemoth – Sventevith – Storming Near the Baltic (1995)
- Mystic Circle – Morgenröte (Der Schrei nach Finsternis) (1996)
- Belphegor – Blutsabbath (1997)
- Andras – Die Rückkehr der dunklen Krieger (1997)
- Eisregen – Zerfall (1998)
- Atanatos – The Oath of Revenge (1998)
- Eminenz – Anti-Genesis (1998)
- Eisregen – Krebskolonie (1998; Indiziert und mit Verbreitungsverbot versehen[7])
- Mystic Circle – Drachenblut (1998)
- Aeba – Flammenmanifest (1999)
- Eisregen – Fleischfestival (1999)
- Eisregen – Leichenlager (2000)
- Nokturnal Mortum – NeChrist (2000)
- Belphegor – Necrodaemon Terrorsathan (2000)
- Eisregen – Farbenfinsternis (2001; Indiziert[7])
- Zorn – Schwarz Metall (2001)

Zu den Veröffentlichungen zählen außerdem noch die drei Label-Sampler The Return of the Black Warriors und diverse Beilagen zur Zeitschrift Ablaze.

## Black Attakk
Im auf die Insolvenz Last Episodes folgenden Jahr 2002 gründete Karsten Jakob das Nachfolgelabel Black Attakk, von dem unter anderem Alben der Bands Grabnebelfürsten (Schwarz gegen Weiß), Dies Ater (Out of the Dark), Equilibrium (Turis Fratyr), Dark Fortress (Stab Wounds) und Zorn (Todesschwadron) veröffentlicht wurden. In den Jahren nach der Gründung kam immer wieder Kritik von Bands, Magazinen und Verkäufern auf, Jakob habe durch unwahre und ausweichende Angaben sowie durch Nichtkontaktierbarkeit die Erfüllung von Verträgen behindert. So geben Musiker mehrerer Bands an, dass vertraglich vereinbarte Zahlungen für Studioaufenthalte von Sycronomica erst nach Monaten und Einleitung von Mahnverfahren getätigt wurden, der Band Dark Fortress Tourneen versprochen, aber nicht eingehalten wurden oder im Fall von Minas Morgul vertraglich zugesicherte Freiexemplare erst viel zu spät geliefert wurden. Selbst ein ehemaliger Mitarbeiter der Firma hat nach eigenen Angaben ein Verfahren gegen seinen früheren Arbeitgeber laufen. Der Band Vilkates wurde der Vertrag erst einige Tage vor Beginn der Aufnahmen zu ihrem Album Hostis Generis Humanis gekündigt. Es wurde daraufhin auf dem Label des Gitarristen Lord Asgaqlun veröffentlicht.